# Labi Siffre

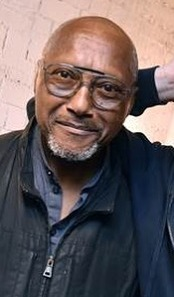
Labi Siffre, 2017

Labi Siffre Bürgerlich - Claudius Afolabi Siffre (* 25. Juni 1945 in London) ist ein britischer Dichter, Sänger, Bürgerrechtler und Liedermacher.

## Leben
Siffre wurde als Sohn eines nigerianischen Vaters und einer Barbados-belgischen Mutter geboren. Er war das vierte von fünf Kindern. Siffre wuchs in London auf und lebte zu Beginn seiner Musikerkarriere zeitweise in Amsterdam. 1970 erhielt er seinen ersten Plattenvertrag und veröffentlichte bis 1975 insgesamt sechs Alben. 1977 zog er nach Los Angeles und komponierte dort, ohne aber eigenes Material zu veröffentlichen. Im März 1978 nahm er an der Vorentscheidung zum Eurovision Song Contest teil. Mit seinem Beitrag Solid Love erreichte er jedoch nur den fünften Platz. 1986 schrieb er den Anti-Apartheid-Song (Something Inside) So Strong, nachdem er einen Film gesehen hatte, in dem südafrikanische Soldaten auf schwarze Kinder schossen. Das Lied wurde ein Erfolg und erschien auf Siffres 1988 veröffentlichtem Album So Strong. Im März 2019 wurde das Lied mit einer Silbernen Schallplatte ausgezeichnet. Unter anderem wurde es für eine Kampagne von Amnesty International verwendet. Er gewann 1986 für das Lied einen Ivor Novello Award. Jahre später führte er die Inspiration zu dem Song auch auf seine persönliche Situation als schwarzer Homosexueller in Großbritannien zurück.
Weitere bekannte Lieder Siffres sind It Must Be Love (später gecovert von Madness), Listen to the Voices und I Got The... (welches oft falsch als I Got the Blues bezeichnet wird). Eminem verwendete Samples aus I Got The... für seinen Song My Name Is. Siffre gab diese Samples jedoch erst frei, nachdem Eminem und sein Produzent Dr. Dre frauenfeindliche und homophobe Passagen aus dem Text entfernt hatten.
Zwischen 1993 und 1997 veröffentlichte Siffre die drei Gedichtbände Nigger, Blood on the Page und Monument.
Siffre setzt sich für die Trennung von Religion und Staat und gegen die Vormachtstellung von Religionen ein. Er ist prominenter Unterstützer der Atheist Bus Campaign, die auf Londoner Bussen ab Ende 2008 Werbebotschaften platzierte, die ein Bewusstsein für den Atheismus schaffen sollen.
Sein Lied Bless the Telephone wurde 2014 von Kelis gecovert.

## Diskografie

### Alben
| Jahr | Titel                        | Höchstplatzierung, Gesamtwochen, AuszeichnungChartsChartplatzierungen (Jahr, Titel, Platzierungen, Wochen, Auszeichnungen, Anmerkungen) | Anmerkungen |
| Jahr | Titel                        | UK | Anmerkungen |
| ---- | ---------------------------- | --- | ----------- |
| 1971 | The Singer And The Song      | UK47 (1 Wo.)UK |             |
| 1972 | Crying Laughing Loving Lying | UK46 (1 Wo.)UK |             |

Weitere Alben
- Labi Siffre (1970)
- For The Children (1973)
- Remember My Song (1975)
- Happy (1975)
- So Strong (1988)
- Man of Reason (1991)
- The Last Songs (1998)
- Monument (Spoken Word) (1998)

### Singles
| Jahr | Titel                                        | Höchstplatzierung, Gesamtwochen, AuszeichnungChartplatzierungen (Jahr, Titel, Platzierungen, Wochen, Auszeichnungen, Anmerkungen) | Höchstplatzierung, Gesamtwochen, AuszeichnungChartplatzierungen (Jahr, Titel, Platzierungen, Wochen, Auszeichnungen, Anmerkungen) | Anmerkungen |
| Jahr | Titel                                        | AT | UK | Anmerkungen |
| ---- | -------------------------------------------- | --- | --- | ----------- |
| 1971 | It Must Be Love Crying Laughing Loving Lying | — | UK14 (12 Wo.)UK |             |
| 1972 | Crying Laughing Loving Lying                 | — | UK11 (9 Wo.)UK |             |
| 1972 | Watch Me                                     | — | UK29 (6 Wo.)UK |             |
| 1987 | (Something Inside) So Strong So Strong       | — | UK4 Silber · (13 Wo.)UK |             |
| 1987 | Nothing’s Gonna Change So Strong             | — | UK52 (4 Wo.)UK |             |
| 1989 | Listen To The Voices So Strong               | AT5 (16 Wo.)AT | — |             |

## Literarische Werke
- 1993: Nigger
- 1995: Blood on the Page
- 1997: Monument